# سوق الجمعة (فلم)
سوق الجمعة فيلم دراما مصري من إنتاج سنة 2018. الفيلم من إخراج سامح عبد العزيز، وتأليف محمد الطحاوي، وإنتاج أيمن عبد الباسط، وأحمد عبد الباسط، ومن بطولة عمرو عبد الجليل، وريهام عبد الغفور، ودلال عبد العزيز، وأحمد فتحي، ومحمد لطفي، وصبري فواز، ونسرين أمين، ومحمد عز. يتناول الفيلم عدد من القضايا الهامة كالفقر، والظلم، والصراع من أجل العيش.

## ملخص القصة
يدخل الفيلم في عالم سوق الجمعة الذي يرتاده الفقراء كل أسبوع، والارتحال مع التجار المتواجدين وحياتهم الشخصية وتعاملاتهم مع الزبائن، ويمتزج بقصة مأساوية يسعى فيها عضو إحدى الجماعات الإرهابية يُدعى (مالك) إلى وضع قنبلة وسط الأهالي في السوق لتفجيره، وذلك بعد أن يُوهم (سيد خرطوش) كبير السوق بأنه تاجر أنتيكات.

## طاقم التمثيل
- عمرو عبد الجليل بدور سيد خرطوش[4][5]
- دلال عبد العزيز بدور أم سيد
- ريهام عبد الغفور بدور نجاة
- أحمد فتحي بدور الفرش
- محمد لطفي بدور سليم
- صبري فواز بدور مالك
- نسرين أمين بدور نعمة
- محمد عز بدور محمود
- سهر الصايغ بدور إنجي
- محمود حجازي بدور محمد
- سلوي محمد علي بدور أم نعمة
- محمد أحمد ماهر بدور مروان
- نهي صالح بدور شيماء
- محمود الجندي بدور الأمير
- إيهاب بدر الدين
- محمد غنيم والد إنجي
- محمود فارس

## وصلات خارجية
- سوق الجمعة على موقع IMDb (الإنجليزية)
- سوق الجمعة على موقع الدهليز
- سوق الجمعة على موقع قاعدة بيانات الأفلام العربية
- سوق الجمعة على موقع قاعدة بيانات الفيلم (الإنجليزية)
- سوق الجمعة على موقع ليتربوكسد (الإنجليزية)